# Kreisgericht Angerburg

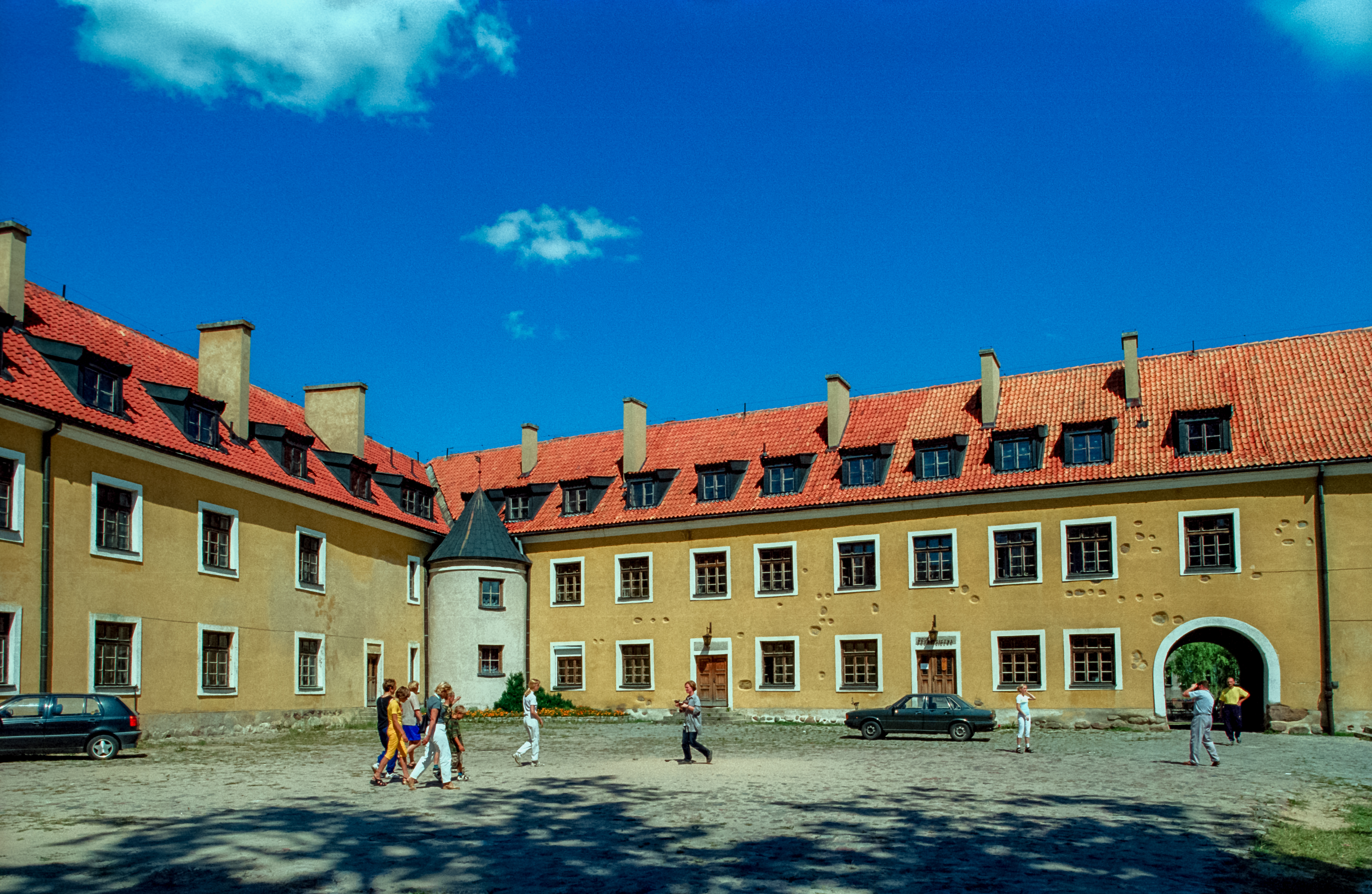
Schloss Angerburg, Sitz des Gerichtes

Das Kreisgericht Angerburg war ein preußisches Kreisgericht in der damaligen Provinz Preußen mit Sitz in Angerburg.

## Geschichte
In Angerburg bestanden bis 1849 das königliche Land- und Stadtgericht Angerburg sowie viele Patrimonialgerichte.
1849 wurden in Preußen einheitlich Kreisgerichte geschaffen. Hierbei wurde die Patrimonialgerichtsbarkeit abgeschafft und die Patrimonialgerichte wurden aufgehoben. Auch die eingangs genannten Gerichte wurden aufgehoben und es entstand das Königliche Kreisgericht Angerburg. Es war für den Landkreis Angerburg zuständig.
Beim Kreisgericht Angerburg wurden Schwurgerichtssachen für die Kreisgerichte Angerburg, Goldap, Lötzen und Sensburg verhandelt. Am Gericht waren 1870 ein Direktor und fünf Kreisrichter eingesetzt. 1870 betrug die Zahl der Gerichtseingesessenen 38.771. Gerichtstage wurden in Bengheim und Kruglanken gehalten.
Im Rahmen der Reichsjustizgesetze wurde das Gerichtswesen in Deutschland 1879 vereinheitlicht. Damit wurde das Kreisgericht Angerburg aufgehoben und das königlich preußische Amtsgericht Angerburg mit Wirkung zum 1. Oktober 1879 als eines von zehn Amtsgerichten im Bezirk des Landgerichtes Lyck als Nachfolger gebildet.